# Lutzomyia amarali
Lutzomyia amarali är en tvåvingeart som först beskrevs av Barretto M. P., Coutinho J. O. 1940.  Lutzomyia amarali ingår i släktet Lutzomyia och familjen fjärilsmyggor. Inga underarter finns listade i Catalogue of Life.